# Derek Miles
Derek Miles, född den 28 september 1972, är en amerikansk stavhoppare.
Miles första internationella mästerskap var VM inomhus 2003 där han slutade på femte plats. Vid VM utomhus samma år i Paris slutade han på sjätte plats. Han deltog även vid Olympiska sommarspelen 2004 där han slutade på sjunde plats. 
Vid IAAF World Athletics Final 2004 i Monaco slutade han trea men vid samma tävling året efter blev det en femte plats. 
Miles deltog även vid Olympiska sommarspelen 2008 i Peking där han blev fyra med ett hopp på 5,70. Vid IAAF World Athletics Final 2008 i Stuttgart slutade han etta med ett hopp på 5,80.
Han deltog vid VM 2009 i Berlin men klarade inte kvalet till finalen. Han avslutade friidrottsåret med att bli tvåa vid IAAF World Athletics Final 2009.

## Personliga rekord
- Stavhopp - 5,82 meter från 2001 (inomhus 5,85 meter från 2005)